# 윌리엄 P. 호비 공항
윌리엄 P. 호비 공항(영어: William P. Hobby Airport, IATA: HOU, ICAO: KHOU)은 미국 텍사스주 휴스턴에 있는 공항이다. 휴스턴 도심에서 8km 떨어져 있다. 휴스턴 시 소유이며, 조지 부시 인터콘티넨털 공항과 함께 휴스턴 공항 운영단체에서 운영을 맡고 있다.

## 역사
1927년 개인 공항으로 시작되었으며, 1937년 휴스턴에서 공항 부지를 매입하여 휴스턴 시립 공항(영어: Houston Municipal Airport)으로 개항하였다. 그 다음해 유명한 항공가인 하워드 휴스를 기려 하워드 R. 휴스 공항(영어: Howard R. Hughes Airport)으로 잠시 개명하기도 했다. 그 후 여러 차례 확장이 이루어졌고, 1954년 휴스턴 국제공항(영어: Houston International Airport)으로 개칭되었다. 멕시코, 유럽과 연결되는 국제선이 취항하는 주요 국제공항으로 이용었고, 1967년 전 텍사스 주지사 윌리엄 P. 호비를 기념하여 현 명칭으로 개칭되었다. 1969년 시 외곽에 큰 규모의 휴스턴 인터콘티넨털 공항(현 조지 부시 인터콘티넨털 공항)이 개항되면서 대부분의 기능이 이전되었고, 이 공항은 현재 일부 국내선 노선만 취항하고 있다. 2008년 이용객은 약 800만명이었다. 조지 부시 인터콘티넨털 공항에 비해 휴스턴 도심에서 가까운 장점이 있어 주로 미국 남부지방을 중심으로 셔틀기가 주로 취항하며, 특히 저가 항공사인 사우스웨스트 항공의 노선이 다수 운항중이다.

## 운항 노선
| 항공사                                      | 목적지 |
| ------------------------------------------- | --- |
| 아메리칸 이글 항공                          | 댈러스(포트워스) |
| 델타 항공                                   | 애틀랜타 |
| 델타 커넥션(대서양 사우스 이스트 항공 운영) | 애틀랜타 |
| 델타 커넥션(피나클 항공 운영)               | 애틀랜타, 신시내티(노던켄터키), 뉴욕(JFK) |
| 프론티어 항공                               | 덴버,칸쿤 |
| 프론티어 항공(리퍼블릭 항공 운영)           | 덴버, 캔자스시티 |
| 제트블루 항공                               | 뉴욕(JFK) |
| 사우스 웨스트 항공                          | 알버커키, 애틀란타, 오스틴, 볼티모어, 버밍햄, 찰스턴, 시카고(미드웨이), 코퍼스크리스티, 댈러스(러브), 덴버, 엘파소, 포트로더데일, 그린빌(스파탄버그), 할링겐, 잭슨, 잭슨빌, 라스베이거스, 리틀록, 로스앤젤레스, 미들랜드(오데사), 내쉬빌, 뉴올리언스, 뉴욕(뉴어크), 오클랜드, 오클라호마시티, 올랜도, 파나마, 필라델피아, 피닉스, 샌안토니오, 샌디에이고, 세인트루이스, 탬파, 툴사, 브랜스 |
| 비전 항공                                   | 걸프포트(빌럭시) |

## 연계 교통

### 도로 교통
- 버스의 경우 해리스 카운티로 월리엄 P. 호비 공항 트랜짓 센터에서 탑승한다.
- 커터 벤의 경우 휴스턴의 주요 모텔과 호텔을 연계한다.
- 셔틀 서비스의 경우 비즈니스에서 예약 및 추천 여행객을 연계한다.
- 택시의 경우 Zome 3에서 이용할 수 있다.

## 같이 보기
- 조지 부시 인터콘티넨털 공항